# Vrdnik
Vrdnik (izvirno srbsko Врдник), madžarsko Rednek,  je naselje v Srbiji, ki upravno spada pod Občino Irig; slednja pa je del Sremskega upravnega okraja.

## Demografija
Število stanovalcev v povojnih popisih se je povečevalo do leta 1961, zatem pa je začelo padati. Do tega so pripeljali številni vzroki, izmed katerih je bil najpomembnejši zaprtje rudnika, ki je povzročilo selitev delovne sile v večja mesta. V novejšem času je vzrok za upad števila tudi negativni prirastek (nizka nataliteta). V Vrdniku je bilo veliko priseljencev iz Češkoslovaške, Madžarske in Slovenije. Ti so se po 2. svetovni vojni v velikem številu vračali v svoje rodne dežele. Od popisa v letu 1971 do popisa v letu 1991 je opaženo znatno povečanje dela starejših prebivalcev in zmanjšanje dela mlajših prebivalcev.    
V naselju živi 3704 (l. 2002) polnoletnih prebivalcev. Povprečna starost prebivalcev je 41,9 let (39,8 pri moških in 43,8 pri ženskah). Naselje ima 1419 gospodinjstev, pri čemer je povprečno število članov na gospodinjstvo 2,60.
Večina prebivalcev je Srbov (popis iz leta 2002).
|  |

| Demografija | Demografija     | Demografija     |
| Leto        | Št. prebivalcev | Št. prebivalcev |
| ----------- | --------------- | --------------- |
|             |                 |                 |
|             |                 |                 |
|             |                 |                 |
|             |                 |                 |
| 1948        | 4070            |                 |
| 1953        | 4153            |                 |
| 1961        | 4610            |                 |
| 1971        | 4072            |                 |
| 1981        | 3612            |                 |
| 1991        | 3495            | 3430            |
| 2002        | 3869            | 3704            |
|             |                 |                 |

| Etnična sestava po popisu iz leta 2002 | Etnična sestava po popisu iz leta 2002 | Etnična sestava po popisu iz leta 2002 | Etnična sestava po popisu iz leta 2002 | Etnična sestava po popisu iz leta 2002 |
| -------------------------------------- | -------------------------------------- | -------------------------------------- | -------------------------------------- | -------------------------------------- |
| Srbi                                   | Srbi                                   |                                        | 2.769                                  | 74,75%                                 |
| Hrvati                                 | Hrvati                                 |                                        | 179                                    | 4,83%                                  |
| Jugoslovani                            | Jugoslovani                            |                                        | 131                                    | 3,53%                                  |
| Madžari                                | Madžari                                |                                        | 86                                     | 2,32%                                  |
| Slovenci                               | Slovenci                               |                                        | 78                                     | 2,10%                                  |
| Črnogorci                              | Črnogorci                              |                                        | 41                                     | 1,10%                                  |
| Muslimani                              | Muslimani                              |                                        | 18                                     | 0,48%                                  |
| Nemci                                  | Nemci                                  |                                        | 13                                     | 0,35%                                  |
| Makedonci                              | Makedonci                              |                                        | 13                                     | 0,35%                                  |
| Slovaki                                | Slovaki                                |                                        | 7                                      | 0,18%                                  |
| Albanci                                | Albanci                                |                                        | 7                                      | 0,18%                                  |
| Romuni                                 | Romuni                                 |                                        | 5                                      | 0,13%                                  |
| Rusi                                   | Rusi                                   |                                        | 4                                      | 0,10%                                  |
| Ukrajinci                              | Ukrajinci                              |                                        | 3                                      | 0,08%                                  |
| Rusini                                 | Rusini                                 |                                        | 2                                      | 0,05%                                  |
| Goranci                                | Goranci                                |                                        | 2                                      | 0,05%                                  |
| Bolgari                                | Bolgari                                |                                        | 2                                      | 0,05%                                  |
| Romi                                   | Romi                                   |                                        | 1                                      | 0,02%                                  |
| Bunjevci                               | Bunjevci                               |                                        | 1                                      | 0,02%                                  |
| Bošnjaki                               | Bošnjaki                               |                                        | 1                                      | 0,02%                                  |
| Neznano                                | Neznano                                |                                        | 275                                    | 7,42%                                  |